# Merosargus longipes
Merosargus longipes är en tvåvingeart som beskrevs av Mcfadden 1971. Merosargus longipes ingår i släktet Merosargus och familjen vapenflugor. Inga underarter finns listade i Catalogue of Life.